# NGC 5251
NGC 5251 é uma galáxia espiral (S0-a) localizada na direcção da constelação de Boötes. Possui uma declinação de +27° 25' 09" e uma ascensão recta de 13 horas, 37 minutos e 24,8 segundos.
A galáxia NGC 5251 foi descoberta em 11 de Abril de 1785 por William Herschel.